# 尼什
尼什（發音：[nîːʃ] ⓘ）是塞爾維亞的一座城市，在中塞爾維亞範圍內，尼什也是塞爾維亞南部最大的城市。在塞爾維亞國內，尼什是僅次于首都貝爾格萊德、諾維薩德的第三大都市。據2011年的人口普查，市區人口有192,208人。包含郊外在內，全市有人口260,237人。尼什的面積是597㎢，市區部份分為4個區，加上郊外的尼什卡巴尼亞，共分為五個區。郊外分為68個地區。尼什是尼沙瓦州的行政中心都市。
尼什是欧洲和巴尔干半岛最古老的城市之一，在古代就被认为是连接东西方世界的重要通道。早在铁器时代，古代巴尔干色雷斯人就定居在这里。色雷斯人部族多利巴利人在凱爾特人來到巴爾幹之前就居住在這里。公元前279年，凱爾特人來到這裡，凱爾特人部族之一斯科迪斯克人開始統治這裡。在公元前75年，尼什市區及其附近地區被羅馬人征服。古羅馬在1世紀建設了米利塔里亞大道。尼什在當時的名稱是納伊苏斯（Naissus），是當時的重要都市。尼什也是君士坦丁堡的創建者、羅馬帝國最初的基督教徒羅馬皇帝君士坦丁一世的誕生地，此外也是君士坦丁三世及查士丁一世的誕生地。尼什郊區還有塞爾維亞最古老的教會。在尼什一帶，鄂圖曼時代修建的尼什京觀，現已成為塞爾維亞民族獨立的象徵以及塞爾維亞最熱門的觀光景點之一，每年吸引大約30,000至50,000人參觀。
今日的尼什是塞爾維亞最重要的產業和教育中心之一，是電器產業及機械技術、紡織、香煙產業的中心。2013年，尼什舉辦了紀念米蘭勅令1,700年的活動。

## 地理
尼什位於尼沙瓦河流域的東側，靠近尼沙瓦河和南摩拉瓦河的交匯處。在市中心地區，市中央廣場附近的海拔高度是194m。市內最高地點是斯瓦山，海抜1,523m，最低地点是尼沙瓦河匯流處，海抜173m。
尼什位於大陸性氣候地區。年平均氣溫是11.2℃。最熱的月份是7月，平均氣溫是21.2℃。最冷的月份是1月，平均氣溫是0.2℃。年平均降水量是567.25mm，全年降水日數是123日，積雪日數是45日。

### 气候
尼什属亚热带湿润气候，但受大陆性气候影响。尼什的年平均气温为 12.4 °C 。七月平均气温为 23.1 °C (73.6 °F)。一月平均气温为 0.9 °C (33.6 °F)。年平均降雨量为 613.8 毫米（24.17 英寸）。
| 尼什 (1991–2020, 极端数据 1940至今)    | 尼什 (1991–2020, 极端数据 1940至今) | 尼什 (1991–2020, 极端数据 1940至今) | 尼什 (1991–2020, 极端数据 1940至今) | 尼什 (1991–2020, 极端数据 1940至今) | 尼什 (1991–2020, 极端数据 1940至今) | 尼什 (1991–2020, 极端数据 1940至今) | 尼什 (1991–2020, 极端数据 1940至今) | 尼什 (1991–2020, 极端数据 1940至今) | 尼什 (1991–2020, 极端数据 1940至今) | 尼什 (1991–2020, 极端数据 1940至今) | 尼什 (1991–2020, 极端数据 1940至今) | 尼什 (1991–2020, 极端数据 1940至今) | 尼什 (1991–2020, 极端数据 1940至今) |
| 月份                                   | 1月                                 | 2月                                 | 3月                                 | 4月                                 | 5月                                 | 6月                                 | 7月                                 | 8月                                 | 9月                                 | 10月                                | 11月                                | 12月                                | 全年                                |
| -------------------------------------- | ----------------------------------- | ----------------------------------- | ----------------------------------- | ----------------------------------- | ----------------------------------- | ----------------------------------- | ----------------------------------- | ----------------------------------- | ----------------------------------- | ----------------------------------- | ----------------------------------- | ----------------------------------- | ----------------------------------- |
| 历史最高温 °C（°F）                    | 21.7 (71.1)                         | 24.0 (75.2)                         | 33.5 (92.3)                         | 33.0 (91.4)                         | 35.3 (95.5)                         | 40.3 (104.5)                        | 44.2 (111.6)                        | 42.2 (108.0)                        | 39.6 (103.3)                        | 35.0 (95.0)                         | 29.0 (84.2)                         | 22.2 (72.0)                         | 44.2 (111.6)                        |
| 平均高温 °C（°F）                      | 5.3 (41.5)                          | 8.3 (46.9)                          | 13.6 (56.5)                         | 19.0 (66.2)                         | 23.8 (74.8)                         | 27.9 (82.2)                         | 30.4 (86.7)                         | 30.9 (87.6)                         | 25.4 (77.7)                         | 19.5 (67.1)                         | 13.0 (55.4)                         | 6.3 (43.3)                          | 18.6 (65.5)                         |
| 日均气温 °C（°F）                      | 0.9 (33.6)                          | 3.1 (37.6)                          | 7.5 (45.5)                          | 12.6 (54.7)                         | 17.2 (63.0)                         | 21.1 (70.0)                         | 23.1 (73.6)                         | 23.1 (73.6)                         | 18.0 (64.4)                         | 12.6 (54.7)                         | 7.4 (45.3)                          | 2.3 (36.1)                          | 12.4 (54.3)                         |
| 平均低温 °C（°F）                      | −2.5 (27.5)                         | −1.1 (30.0)                         | 2.4 (36.3)                          | 6.7 (44.1)                          | 11.1 (52.0)                         | 14.6 (58.3)                         | 16.2 (61.2)                         | 16.2 (61.2)                         | 12.1 (53.8)                         | 7.6 (45.7)                          | 3.3 (37.9)                          | −0.9 (30.4)                         | 7.1 (44.8)                          |
| 历史最低温 °C（°F）                    | −23.7 (−10.7)                       | −21.6 (−6.9)                        | −13.2 (8.2)                         | −5.6 (21.9)                         | −1.0 (30.2)                         | 4.2 (39.6)                          | 4.1 (39.4)                          | 4.6 (40.3)                          | −2.2 (28.0)                         | −6.8 (19.8)                         | −14.0 (6.8)                         | −16.6 (2.1)                         | −23.7 (−10.7)                       |
| 平均降水量 mm（）                      | 42.9 (1.69)                         | 39.0 (1.54)                         | 47.6 (1.87)                         | 55.9 (2.20)                         | 69.8 (2.75)                         | 57.6 (2.27)                         | 49.4 (1.94)                         | 43.9 (1.73)                         | 49.0 (1.93)                         | 55.8 (2.20)                         | 49.0 (1.93)                         | 53.9 (2.12)                         | 613.8 (24.17)                       |
| 平均降水天数（≥ 0.1 mm）               | 13.1                                | 12.4                                | 12.3                                | 12.6                                | 13.2                                | 10.9                                | 9.0                                 | 7.5                                 | 9.5                                 | 9.6                                 | 10.4                                | 13.6                                | 134.1                               |
| 平均降雪天数                           | 9.8                                 | 8.0                                 | 4.9                                 | 0.9                                 | 0.0                                 | 0.0                                 | 0.0                                 | 0.0                                 | 0.0                                 | 0.3                                 | 3.0                                 | 8.2                                 | 35.1                                |
| 平均相對濕度（％）                     | 79.1                                | 73.3                                | 65.3                                | 63.0                                | 66.0                                | 64.6                                | 60.6                                | 60.3                                | 66.8                                | 73.5                                | 76.5                                | 80.3                                | 69.1                                |
| 月均日照時數                           | 67.5                                | 93.7                                | 156.0                               | 179.2                               | 212.5                               | 250.2                               | 272.7                               | 275.6                               | 200.6                               | 142.4                               | 84.4                                | 51.6                                | 1,986.4                             |
| 来源1：塞尔维亚共和国水文气象局        |                                     |                                     |                                     |                                     |                                     |                                     |                                     |                                     |                                     |                                     |                                     |                                     |                                     |
| 来源2：Meteo Climate（极端高温和低温） |                                     |                                     |                                     |                                     |                                     |                                     |                                     |                                     |                                     |                                     |                                     |                                     |                                     |

## 歷史

### 古代
在尼什發現過新石器時代住宅的遺跡。尼什及其附近地區的歷史可追溯至公元前5000年至公元前2000年，其中最引人注目的遺跡是胡姆斯卡丘卡（Humska Čuka）。在鐵器時代時期，色雷斯人開始出現在這裡。色雷斯人部族多利巴利人居住在尼什附近地區。尼什在公元前424年時在史書中被提及。公元前279年，凱爾特人侵入巴爾幹半島。凱爾特系的斯科迪斯克人征服了多利巴利人，尼什在當時的名稱則是納維索斯（Navissos）。

### 羅馬時代

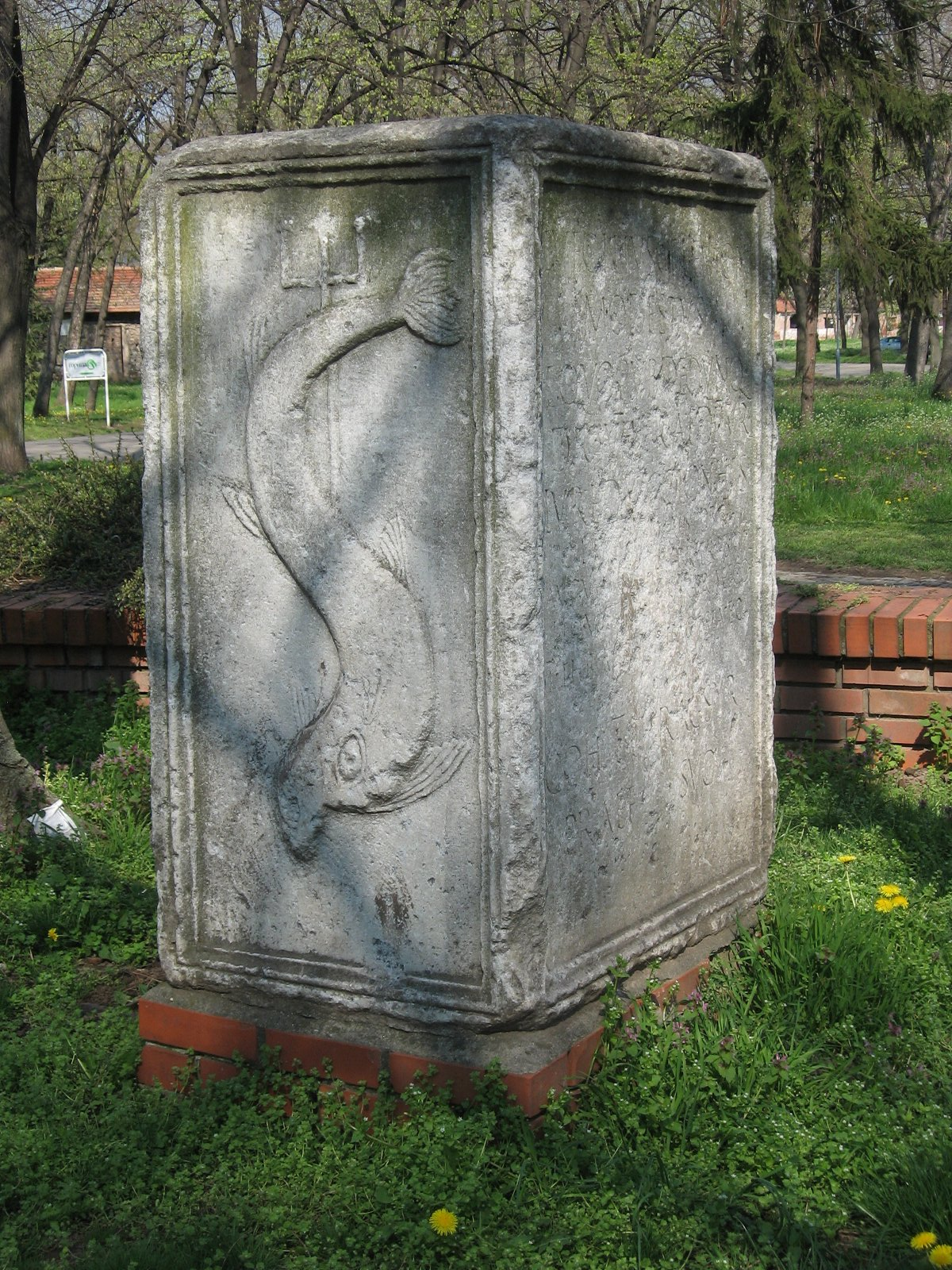
納伊斯斯的遺跡

在公元前175-168年，羅馬征服了巴爾幹半島。在這一時期，納維索斯改名為納伊斯斯（Naissus，也稱納伊索斯，Naissos）。曾是作戰的基地。納伊斯斯首次被記錄在羅馬文書中是在2世紀初期，托勒密在他的著作《地理學》中認為納伊斯斯是值得關注的地區。當時城市是戰略要地，也是上默西亞的駐屯地和商業都市。古羅馬在1世紀初期建設了米利塔利斯大道，納伊斯斯是其中重要城市之一。前往萊什、塞爾迪加、辛吉度納姆、拉蒂亞里亞、塞薩洛尼基（途徑斯庫皮）的五條街道在納伊斯斯交叉。

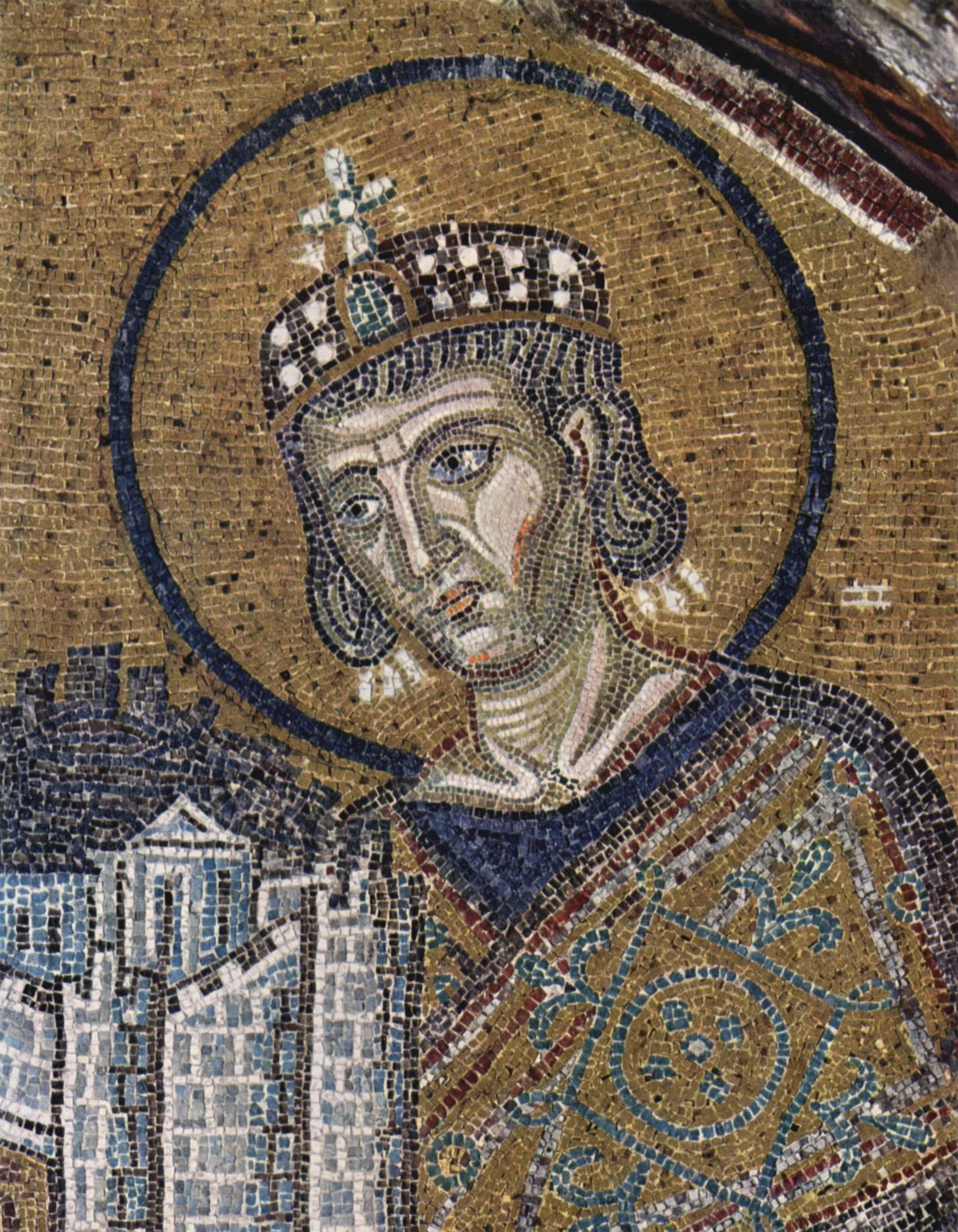
聖索菲亞大教堂內君士坦丁一世的馬賽克c. 1000

三世紀危機期間中的268年，羅馬皇帝頻繁交替，哥特人開始大規模入侵。哥特人勢力蹂躪了色雷斯和馬其頓、默西亞、潘諾尼亞。之後，克勞狄二世就任皇帝。在三世紀各戰役中最血腥的戰役之一納伊蘇斯戰役中戰勝了哥特人聯軍。哥特人聯軍中有3萬至5萬人這這裡戰死。272年，君士坦丁一世在納伊斯斯出生。君士坦丁一世新設了達契亞·地中海行省，首府就是納伊斯斯。

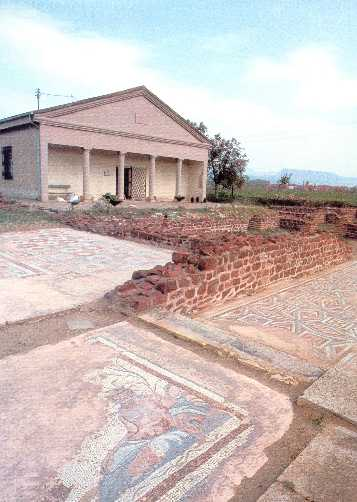
梅迪亞那的馬賽克

皇帝的邸宅位於尼什郊外的梅迪亞那，是重要的遺跡。君士坦丁一世也一度在這裡居住。在尤利安皇帝在位期間，加固了納伊斯斯的城牆，城市更加繁榮。443年，匈人國王阿提拉攻擊納伊斯斯，城市遭到了嚴重的破壞。納伊斯斯被匈人支配之後，市民遭到了屠殺。在戰爭數年之後，市外的河岸都被匈人屠殺的納伊斯斯市民的遺骸所覆蓋。查士丁尼王朝的創始者查士丁一世在450年出生于納伊斯斯。其外甥查士丁尼一世復興了納伊斯斯。查士丁尼設置了查士丁尼主教座。普羅克匹厄斯也曾提及過納伊斯斯。

### 中世紀

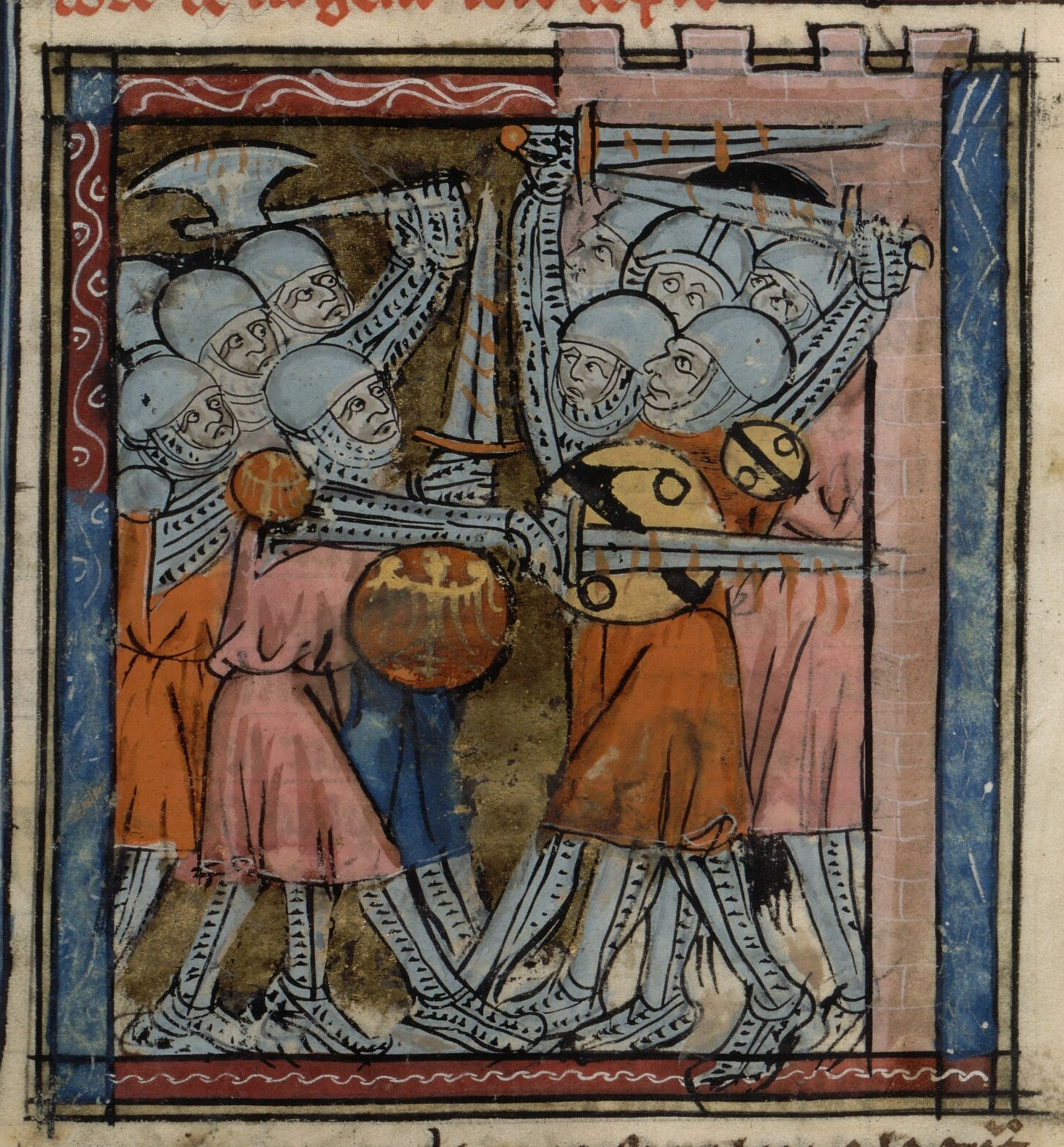
第一次十字軍時的1096年尼什圍城戰

6世紀後期，斯拉夫人和阿瓦爾人開始大規模民族移動。在6世紀至7世紀之間，斯拉夫人部族曾8次試圖攻打尼什。在6世紀至7世紀之間，斯拉夫人部族曾8次試圖攻打尼什。551年，斯拉夫人穿过尼什，最初曾試圖到達塞薩洛尼基但最後只到達達爾馬提亞。580年代，南斯拉夫人部族之一斯庫拉夫尼人征服了塞爾維亞和希臘北部地區。最後的攻撃是在615年，斯拉夫人掌握了城市，羅馬人和羅馬化的色雷斯人及達契亞人要麼逃跑，要麼被同化。785年君士坦丁六世征服了尼什。842年，隨著狄奧菲洛的死去，這一地區被保加爾人支配。
1018年，巴西爾二世成立了塞爾曼軍事管區，佔領了保加利亞和塞爾維亞，尼什是當時的三大正式都市的其中之一。君士坦丁·博丁于1072年發動了叛亂，博丁曾攻佔尼什，但在後來被抓捕。在平民十字軍時期的1096年7月3日，隱者皮埃爾在尼什和拜占庭的軍隊發生衝突，其自身勢力折損了四分之一，但仍然行軍至君士坦丁堡。
1155年，尼什被贈送被德薩公。1162年，拜占庭皇帝曼努埃爾一世在尼什和斯特凡·曼尼亞一世會面。斯特凡·曼尼亞一世因戰勝拜占庭，得到了萊斯科瓦茨和尼什。1188年，尼什成為斯特凡·曼尼亞一世的塞爾維亞王國的首都，1189年7月22日曼尼亞一世在尼什接納了神聖羅馬帝國皇帝腓特烈一世派來的10萬人十字軍戰士。1202年，在伏干2世（Vukan Nemanjić of Serbia）統治時期，尼什曾擁有特別地位。1203年，卡洛揚曾佔領尼什，但之後斯特凡二世又再次統治尼什地區。
1375年，經過25天的包圍之後，尼什首次被奧斯曼帝國統治。在之後1389年的科索沃戰役中，塞爾維亞的勢力被削弱，在之後70年間成為半獨立的國家。
1443年，尼什被贈給盧丹寧（Ludanjin），城市又回到塞爾維亞統治。1443年，在尼什附近，匈牙利王國的匈雅提·亞諾什和塞爾維亞君主杜拉德·布蘭科維奇的軍隊和奧斯曼之間爆發了尼什戰役，奧斯曼軍隊被擊退。之後直到再次被奧斯曼攻佔為止，尼什都是自由都市。

### 近代
尼什在1448年再次屈服于奧斯曼帝國，之後的241年里，尼什都由奧斯曼統治。奧斯曼時期，尼什是尼什桑扎克及尼什州的首府 。尼什要塞修建于奧斯曼時期，至今日依然保存良好，是巴爾幹地區保存狀態最好的要塞之一。1689年，奧地利軍隊和奧斯曼之間爆發尼什戰役，翌年奧斯曼又奪回尼什。1737年，俄土戰爭爆發，在戰爭中奧地利曾一度佔領尼什。1739年年戰爭結束后尼什又再次由奧斯曼統治。

### 19世紀至二戰

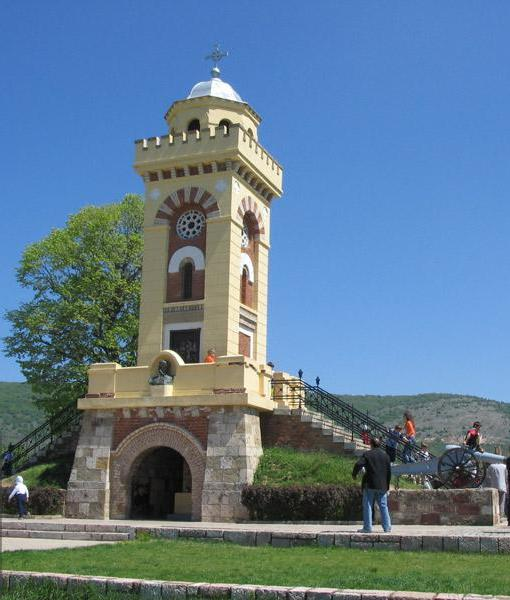
查加爾山的紀念碑

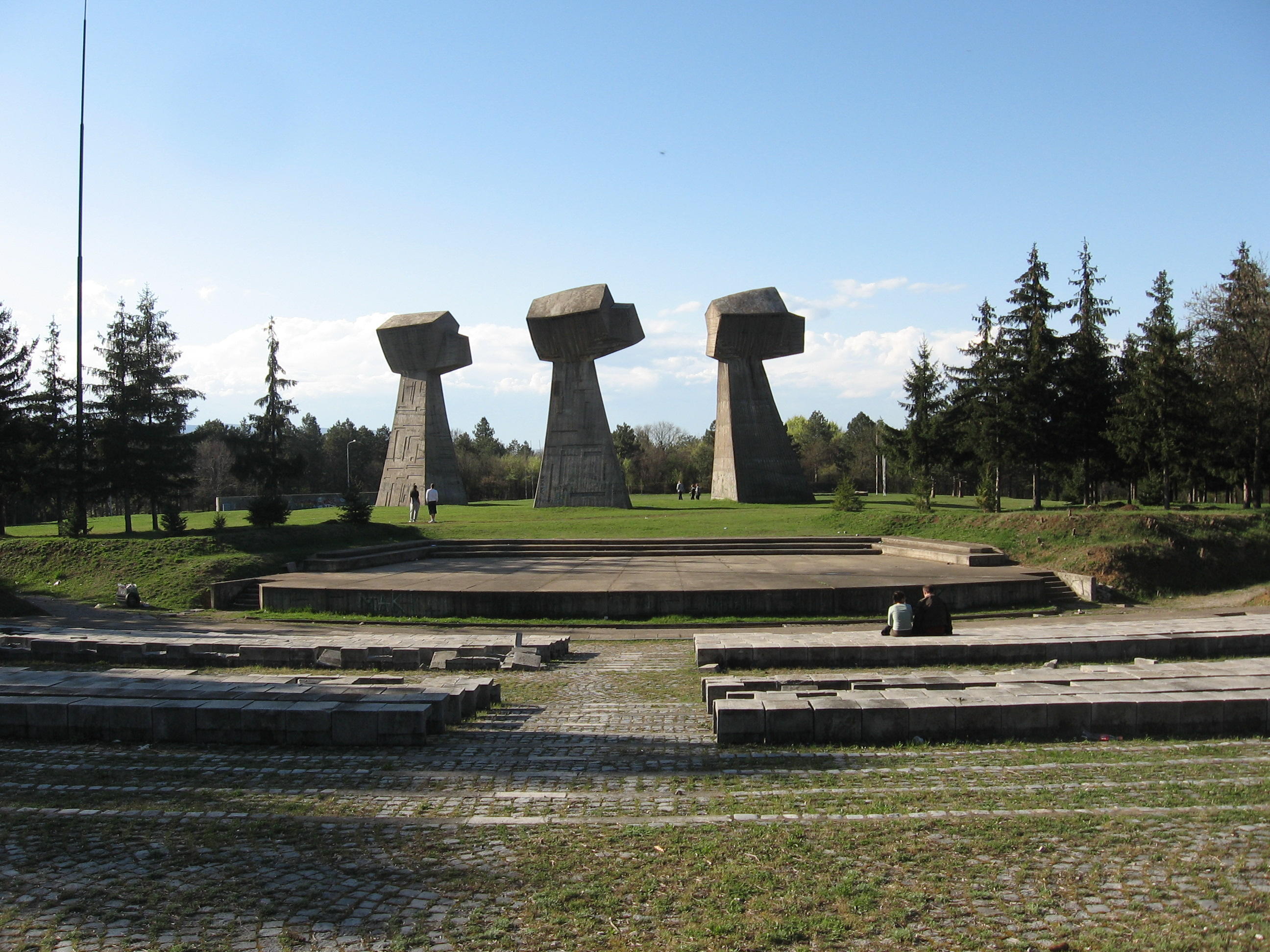
布巴尼第二次世界大戰紀念公園

第一次塞爾維亞起義期間，尼什一帶在1809年5月爆發車加爾之役，戰役結束後，魯米利亞省行政長官胡爾希德帕夏下令在當地修築京觀。後來這座京觀成為尼什的地標以及塞爾維亞獨立的象徵。
尼什在塞爾維亞-土耳其戰爭之後得到解放。解放尼什的戰役是在1877年12月29日開始的。塞爾維亞軍隊在1878年1月11日進入尼什，尼什成為塞爾維亞的一部份。尼什在解放之后急速近代化。
1879年，尼什設立了圖書館。尼什最初的旅館「Europe」建于1879年。首個醫院則在1881年開始使用。市政廳建設于1882年至1887年期間，Kosta Čendaš印刷廠則設立于1883年。1884年，尼什最早的報紙「Niški Vesnik」創刊。1884年，約萬·阿佩爾（Jovan Apel）創建了啤酒廠。1884年，尼什還修建了鐵路并建設了車站，1884年8月8日，一班自貝爾格萊德出發的列車到達尼什，這是最早的到達尼什的列車。1885年以來，尼什是東方特快的終點站，直到1888年鐵路開業至保加利亞的索菲亞為止。1887年，米哈伊洛·迪米奇（Mihailo Dimić）設立了國立劇場。1897年，米塔·利斯蒂茨設立了紡織品工廠Nitex。1905年，娜代日达·彼得罗维奇在尼什開設了美術館。首次上演電影則是在1897年。首個電影院則開始于1905年。1908年，在尼沙瓦河上修建了水力發電站，是塞爾維亞最大的水力發電站。1912年，在多盧巴菲爾德修建了機場。1912年12月29日，首次有飛機在尼什着陸。1913年，開設了市博物館，收藏考古學及民俗學相關藏品和藝術作品。
第一次巴爾幹戰爭時期，塞爾維亞對奧斯曼帝國軍事作戰的司令部就設在尼什。第一次世界大戰時期，尼什曾是戰時首都，政府機關和議會都設在這裡，直到1915年11月塞爾維亞被同盟國征服為止。隨著塞薩洛尼基戰線的展開，塞爾維亞軍元帥佩塔爾·波約維奇在1918年10月12日解放尼什。尼什在戰後最初的數年是戰後復興期。1930年11月，開設運行有軌電車（市電）。1930年，國營航空開設了貝爾格萊德-尼什-斯科普里-塞薩洛尼基之間的航線。第二次世界大戰時期，德國佔領了城市，南斯拉夫最初的納粹的強制收容所設在尼什，收容了30,000人，其中有10,000人在布巴尼（Bubanj）之丘被射殺。1942年2月12日，有147人收容者從這裡逃走。1944年，尼什受遭到了同盟國的猛烈空襲。1944年10月，尼什被南斯拉夫遊擊隊和蘇聯軍隊解放。

### 現代
1996年，尼什是塞爾維亞最早抵抗斯洛博丹·米洛舍維奇支配的都市。同年在尼什當地舉行的選舉中獲勝的民主在野黨聯合曾經持續抵抗88天，拒絕將權力交給米洛舍維奇的政黨。尼什首位通過民主方式選出的市長是佐蘭·日夫科維奇（Zoran Živković）。1999年5月7日，尼什遭到了北約的空襲，有15名市民犧牲。

## 經濟
尼什在南斯拉夫時代開始得到開發。1981年，尼什的GDP是南斯拉夫平均的110%。尼什不僅是行政上的中心，也自古以來就是塞爾維亞南部交通網重要的要衝。現在也是塞爾維亞重要的產業中心，除了香煙產業之外，還有電氣機械産業和建設、機械技術、紡織、貴金屬、食品產業、皮革等多種產業。尼什的香煙工廠創業于1930年，位於市內的茨爾維尼-克爾斯特，生產香煙和捲烟、香煙器具、過濾嘴等香煙關聯產品。在1995年還設置了研究所，進行新產品的開發。在民營化的過程中，尼什香煙工廠在2003年8月被菲利普·莫里斯公司收購。菲利普·莫里斯公司投資了5億8000萬歐元，這是2003年內外國企業對塞爾維亞進行的投資中規模最大的單筆投資。

## 交通

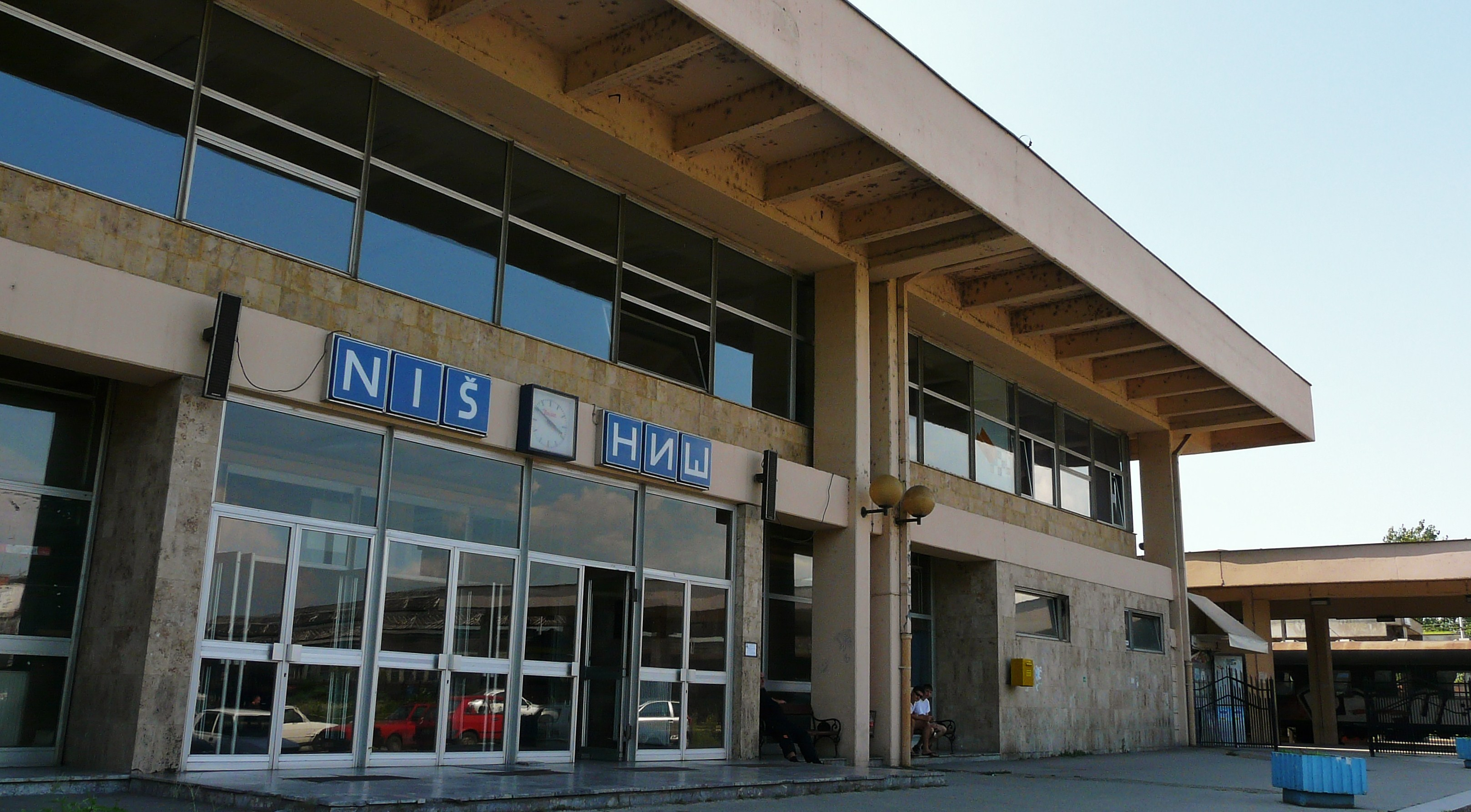
尼什車站

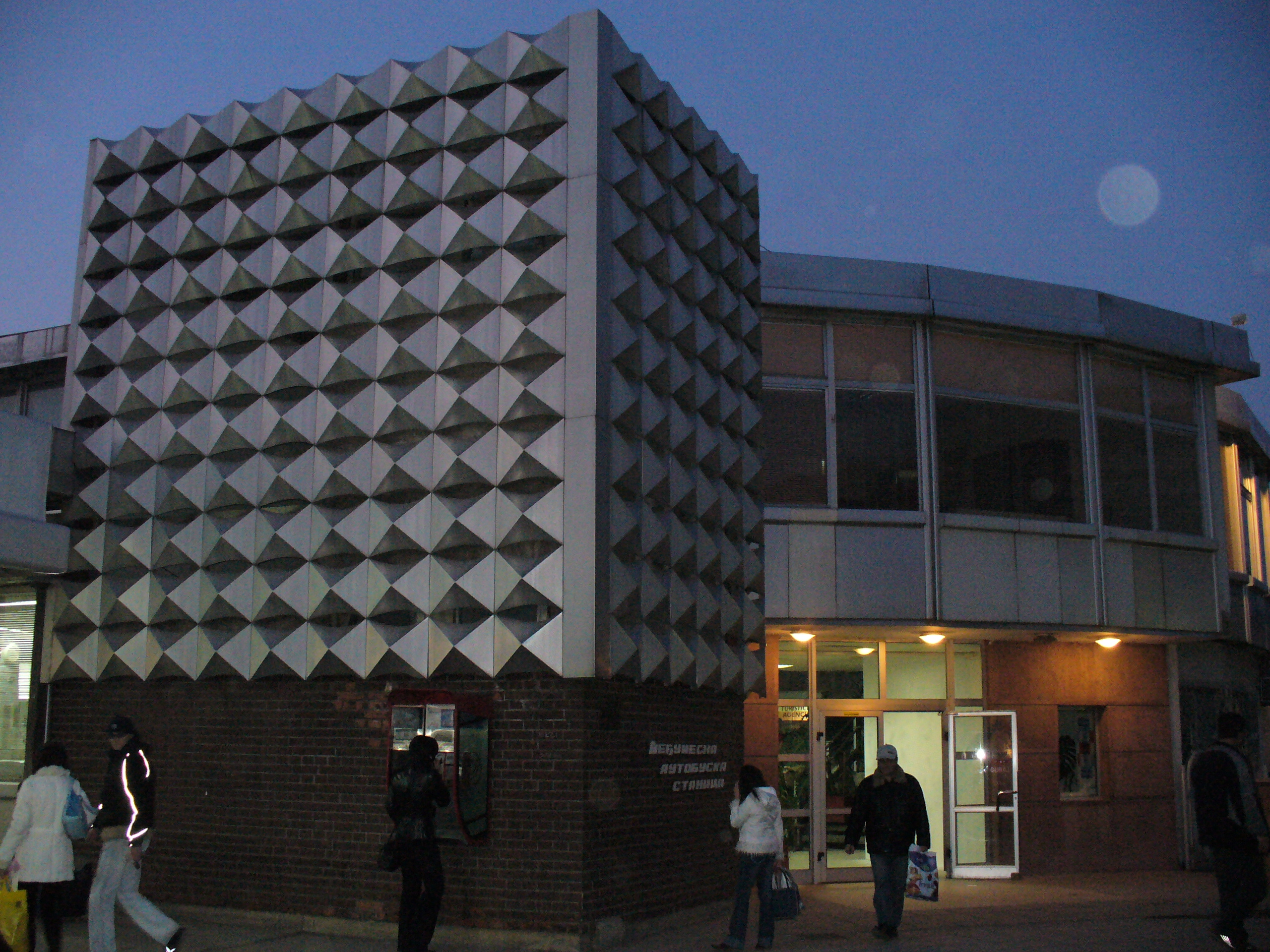
尼什巴士站

尼什位於摩拉瓦河流域北部和瓦爾達爾河流域南部，地理位置重要，位於連接希臘和中歐主要交通走廊的途中。連接索菲亞和伊斯坦布爾的走廊也通過這裡。尼什的地理位置使得其在歷史上在這一地區佔有重要位置。最初利用其地理優勢的是羅馬帝國。羅馬帝國修建米利塔里亞大道，其北至辛吉度納姆（現在的貝爾格萊德），南東至君士坦丁堡（現在的伊斯坦布爾）。
在今天，尼什科通過歐洲高速公路E75號線往北至貝爾格萊德及中歐、往南至斯科普里、塞薩洛尼基、雅典。還可通過E80號線自尼什前往索菲亞及伊斯坦布爾，以及更遠的安那托利亞和中東，也可往西至普里什蒂納河黑山、亞得里亞海。E771號線在前往扎那查爾、克拉多沃、羅馬尼亞的德羅貝塔-塞維林堡。尼什也是鐵路交通的要衝。君士坦丁大帝機場（機場代碼：INI，塞爾維亞語：、英語:Niš Constantine the Great Airport）是塞爾維亞第二重要的機場，建設于1910年。
市內的公共交通機關由13條巴士路線構成。在1930年至1958年期間，尼什曾有有軌電車運行。

## 國際關係

### 姊妹都市
據尼什市政廳的官方網站，尼什和以下都市是姊妹都市。
| - 斯科普里, 馬其頓共和國 - 卡桑德拉, 希臘 - 斯巴達, 希臘 | - 格利法扎，希臘 - 馬奧斯，希臘 - 阿利莫斯，希臘 | - 大特爾諾沃，保加利亞 - 科希策，斯洛伐克 - 庫爾斯克，俄羅斯 | - 薩爾特達爾，挪威 - 巴德洪布爾格福爾德爾赫黑，德國 - 克拉科夫，波蘭 |

### 友好都市
- 維也納，奧地利[32]
- 格拉茨，奧地利[32]
- 巴塞羅那，西班牙[32]
- 哥倫布，美國[32]